# Tele-Lotto

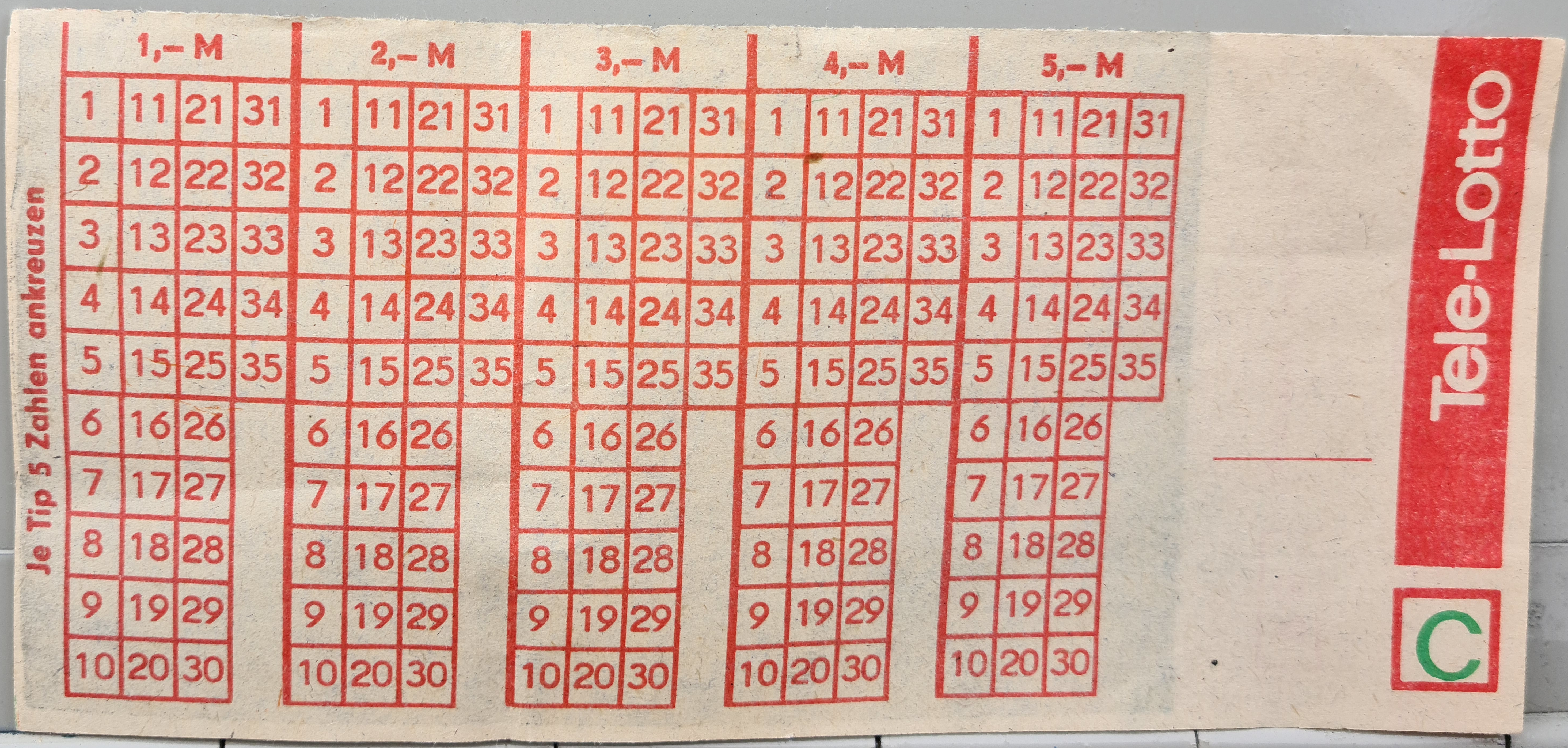
Tele-Lotto-Spielschein

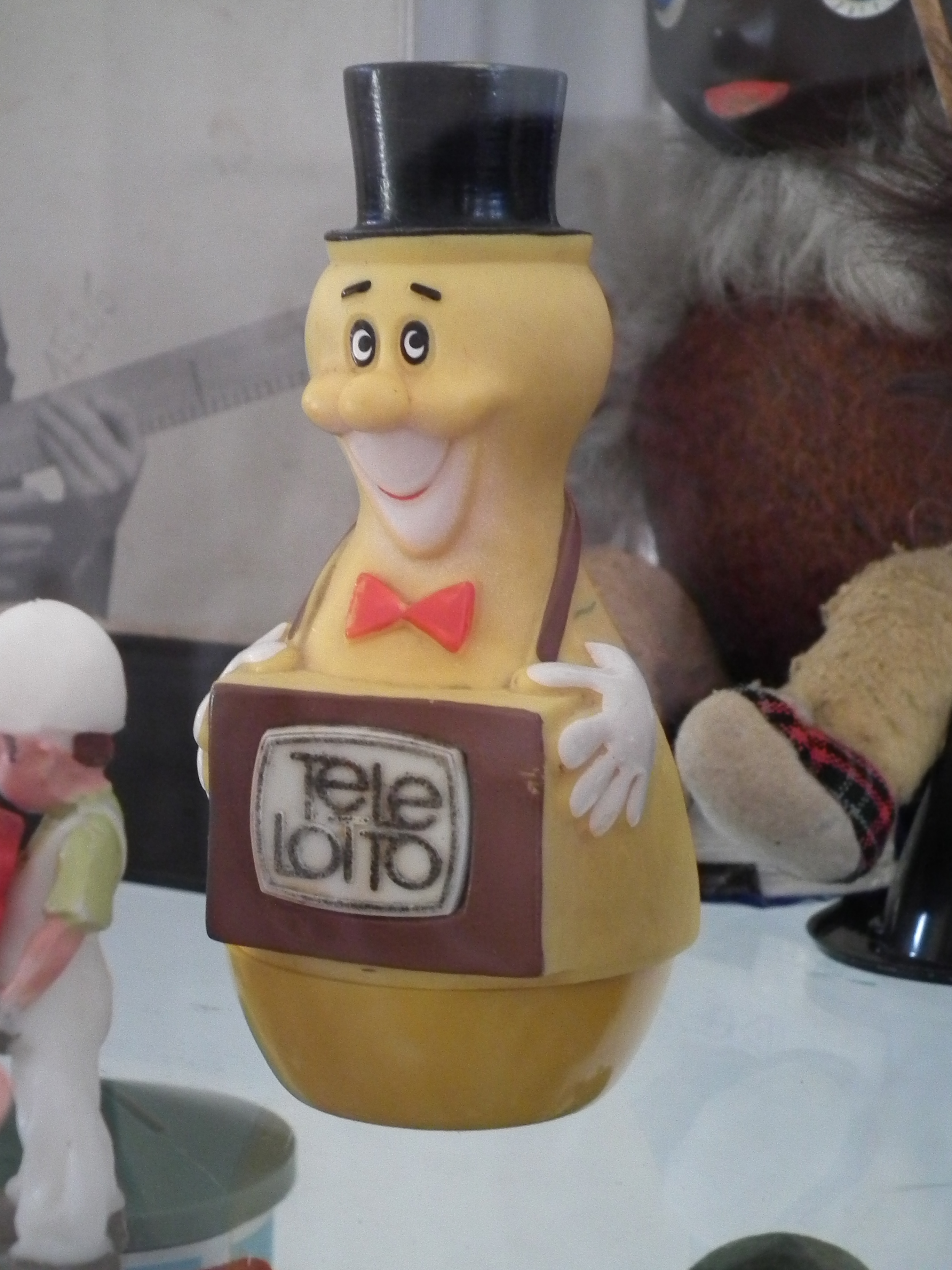
Werbefigur für Tele-Lotto

Tele-Lotto war eine Sendung des Fernsehens der DDR, die der Ziehung der Lottozahlen der Zahlenlotterie 5 aus 35 diente. Die Sendung wurde seit dem 9. Januar 1972 jeden Sonntag im 1. Programm des DDR-Fernsehens von 19:00 Uhr bis 19:25 Uhr ausgestrahlt.
Mit dem Ende der DDR 1990 deutete sich auch das Ende dieser Fernsehsendung an, die sich großer Beliebtheit erfreute. Die Finanzminister der fünf neuen Bundesländer beschlossen die Einstellung von Tele-Lotto (Wochenumsatz ca. 6 Millionen D-Mark) zum 30. September 1992 zugunsten des westdeutschen 6 aus 49. Die Sendung präsentierte daher nur noch Ziehungsergebnisse von 6 aus 49, Spiel 77, Super 6 etc., die aber bereits tags zuvor schon gezogen und bekanntgegeben worden waren. Der eigentliche Sinn der Sendung entfiel zwar somit, dennoch wurde die Sendung auf Grund ihrer Beliebtheit durch den Mitteldeutschen Rundfunk noch weitergeführt und erst 1997 eingestellt.

## Gewinnchancen vonTele-Lotto
Für das Ergebnis der Lottoziehung gab es 324.632 Möglichkeiten. Gewinne gab es ab drei richtig getippten Zahlen.
Für drei Richtige lagen die Gewinne bei ca. 15 bis 25 Mark, für vier Richtige bei ca. 300 bis 600 Mark, für fünf Richtige waren Gewinne von ca. 10.000 bis 20.000 Mark üblich.

## Ziehungsgeräte
Die Ziehungsanlage bestand bis 1984 aus einer hellblauen, 1,3 Meter hohen Glasfaser-Polyester-Schnecke mit einem nach unten hin auf 2 Meter ansteigenden Durchmesser. Mittels Knopfdruck wurde der Lift zum Anheben einer billardartigen Kugel betätigt, die durch eine Laufrinne die Schnecke von der Mitte her nach außen hinablief und an deren Ende eine der 35 um die Schnecke kreisenden Zahlenklappen (dem Umriss eines Kegels nachgebildet) umwarf. Die Kugel rollte dann zum Sammelraum im Inneren der Schnecke. Danach gab der Ziehungsleiter die auf der Klappe stehende Zahl bekannt. Im Verlauf der Sendung wurden auf diese Art und Weise fünf Glückszahlen gezogen. Als Maskottchen der Sendung diente ein mit menschlichem Antlitz versehener Zahlenkegel, das Tele-Lotto-Männchen (auch „Kegelmann“). Der Konstrukteur des legendären Ziehgerätes war Werner Dose aus Berlin-Altglienicke.
Im Jahre 1984 wurde ein neues Ziehungsgerät in Betrieb genommen, welches in der Funktionsweise dem vorherigen sehr ähnlich war. Nur wurde jetzt durch ein schneckenförmig gewundenes Glasrohr eine kleine Kugel rollen gelassen, die am Auslass des Glasrohrs auf eine der 35 Glückszahlen traf. Diese liefen, wie schon beim Vorgängergerät, im Kreis um die Glasschnecke herum. Die herausrollende Kugel riss schließlich eine der kreisrunden Glückszahltafeln um, welche dann in einem Behälter landete.
Gleichzeitig wurde auch die Aufmachung der Sendung neu gestaltet. Das bisherige Maskottchen verschwand, stattdessen war nun im Vorspann der Sendung ein gezeichneter Marienkäfer zu sehen, der durch fünfmaligen Flügelschlag seine fünf Punkte quasi abwarf, welche sinngemäß für die fünf zu ziehenden Zahlen standen.
In den späten 1980er Jahren wurde das Ziehungsgerät nochmals geändert, wiederum auch das Erscheinungsbild der Sendung. Das Ziehungsgerät war nun ein gläserner umgekehrter kegelförmiger Glasbehälter, an dessen unterem Ende sich ein Auslass befand. Die Kugeln im Gerät wurden durch die einsetzende Drehbewegung des Gerätes in Bewegung versetzt und ordneten sich nach den Gesetzen der Fliehkraft zunächst am oberen Rand des Gerätes. Durch eine nun bremsende Drehbewegung sanken die Kugeln langsam wieder zum Boden. Die erste Kugel, die am Auslass ankam, wurde herausgezogen und als Gewinnzahl präsentiert.
Die letzten beiden Ziehungsgeräte sind auch jetzt noch vorhanden. Das erste, von 1972 bis 1984 eingesetzte Gerät war hingegen schon wenige Jahre nach seiner Ablösung verschollen.
Durch die Konstruktion der ersten beiden oben beschriebenen Ziehungsgeräte bedingt traf die Kugel manchmal eine bereits gezogene Klappzahl. Diese „Durchläufer“ machten dann eine nochmalige Ziehung einer Zahl notwendig.

## Den Zahlen zugeordnete Rubriken
Die Ziehung wurde jeweils von einem bekannten Schauspieler, Unterhaltungskünstler oder Sportler der DDR moderiert. Einige waren auch mehrfach zu Gast.
Die einzelnen Zahlen waren folgenden Genres zugeordnet, aus denen nach erfolgter Ziehung der jeweiligen Zahl ein kurzer Filmbeitrag gezeigt wurde:
1. Anekdote
2. Aus alten Filmen
3. Ballett
4. Blasmusik
5. Chansons
6. Ensemble der Welt
7. Evergreens
8. Fernsehspiel
9. Filmspaß
10. Frecher Zeichenstift
11. Große Mimen
12. Große Stimmen
13. Heitere Verse
14. Humor
15. Jazz
16. Junge Talente
17. Komödie
18. Kuriositäten
19. Kurzkrimi
20. Marschmusik
21. Musical
22. Oper
23. Operette
24. Schlager
25. Sensationen
26. Shanties
27. Singeclub
28. Spielfilm
29. Sport
30. Tanz
31. Tierwelt
32. Trickfilm
33. Unterhaltungsmusik
34. Volksmusik
35. Zirkus

## Mitwirkende
Verantwortlich für die Ziehung waren im Studio anwesende Ziehungsleiter des VEB Vereinigte Wettspielbetriebe Leipzig. Durch häufige Einsätze bekannt wurden hier Wolfgang Morgner, Walter Rohr und ein nur mit seinem Nachnamen bekannter Herr Orlowski.
Überwacht wurden die Ziehungen von Mitarbeitern des Staatlichen Notariats der DDR. Neben Manfred Kutzner erlangte hier insbesondere Sabine Herrmann eine Popularität, die zu einer von ihrer beruflichen Tätigkeit unabhängigen Mitwirkung in weiteren Unterhaltungssendungen führte.

## Fernsehpräsentation anderer Spielarten des VEB Vereinigte Wettspielbetriebe
In einfacherer Form wurde auch die Ziehung der Spielarten 6 aus 49 (zwei Ziehungen) und 5 aus 45 im Fernsehen der DDR präsentiert. Diese Ziehungen erfolgten ebenfalls sonntags in den Fernsehstudios in Berlin-Adlershof. Im Gegensatz zu Tele-Lotto, bei dem allein schon die Einspielung der von den jeweils gezogenen Zahlen abhängigen Beiträge eine vorherige Aufzeichnung unabdingbar machte, könnte es sich bei der Ziehung der Gewinnzahlen um 18:40 Uhr auch um eine Livesendung gehandelt haben. Moderiert wurde die Sendung von den diensthabenden Programmsprechern.
Das Ziehungsgerät dieser Sendung war eine aufrecht stehende runde Trommel, in der die Zahlen durch Rechtsdrehung gemischt wurden. Um eine Zahl zu ziehen, erfolgte eine Drehung nach links, wobei eine Kugel durch eine Klappe in eine Umrandung der Ziehungstrommel fiel. Mit einer nachträglichen Modifikation wurde dieses Ziehungsgerät auch für die Spielart 5 aus 45 eingerichtet; zuerst wurden deren Gewinnzahlen ermittelt und anschließend auch die zunächst zurückgehaltenen Kugeln 46 bis 49 für die beiden Ziehungen der Spielart 6 aus 49 eingeworfen.
Ursprünglich wurden die Gewinnzahlen von 5 aus 45 zusammen mit den Gewinnzahlen der Spielart Zahlenlotto (5 aus 90) vorab ermittelt und in der Fernsehsendung nur verlesen. Zum Bestandteil der Sendung wurde die Ziehung von 5 aus 45 nach der Mitte der 80er Jahre vollzogenen Einstellung des Zahlenlotto.
Einer abschließenden Zusammenfassung aller gezogenen Zahlen folgte in der Sendung noch die Bekanntgabe der Gewinnzahlen des Fußball-Toto, welches bis in die 1980er Jahre hinein zunächst als „13 + 1“ und später als „Elferwette“ angelegt war.

## Reminiszenz des MDR
In der MDR-Sendung Pi mal Daumen wurde ein verkleinerter Nachbau des Ziehungsgeräts verwendet. Dieser diente zur Bestimmung der Punktzahl, die es mit einer Frage zu gewinnen gab. Meistens gab es danach einen kurzen Film, wie beim Tele-Lotto, allerdings zur dazugehörenden Frage. Die Maschine wurde dabei von dem Musikmoderator Achim Mentzel betrieben.